# Rhode-Saint-Brice
Rhode-Saint-Brice, Sint-Brixius-Rode en néerlandais, est un petit village de la commune de Meise, dans la province du Brabant Flamand. À côté de l'église gothique à une nef datant du XIIIe siècle, se trouve la Cour de Rhode avec le remparts toujours visible d'un château aujourd'hui disparu. Il remonte au XIIIe siècle, mais les bâtiments actuels sont du 19e siècle.

## Toponymie
Le nom de Rhode-Saint-Brice, se compose de deux parties: Rhode et Saint-Brice. Rhode fait référence à une région boisée qui a été défriché. Cette zone a ensuite été nommé d'après le saint Brice (Sint-Brixius en néerlandais). 
Dans le dialecte local, le village est souvent appelé Roy. Il y est parfois appelée simplement Saint-Brice ou Sint-Brixius.

## L'histoire
L'église et l'ancien château datent du XIIIe siècle. Sur la carte Ferraris  datant de 1777, la mention Sint-Brixius-Rode s'y trouve. On peut y voir que le village est assez grand avec  35 maisons, la plupart d'entre elles avec verger ou potager. On y voit aussi la Cour de Rhode. 

## Emplacement
Dans le nord-est de la fabrique de glace de Strombeek, à côté du Velaertbos. Plus au nord-est se trouve Nieuwenrode, et à l'est Beigem. À l'est du hameau se situe un autre hameau, Eversem. Entre Rhode-Saint-Brice et Eversem fut construit un quartier résidentiel. C'est un quartier de logements sociaux et la plupart des maisons sont des copies les unes des autres. Le quartier a été  construit en deux phases, et il y avait des plans pour l'élargir davantage.

## Habitants célèbres
- Eddy Merckx y vit[2].